# Santa Rosa de Calamuchita

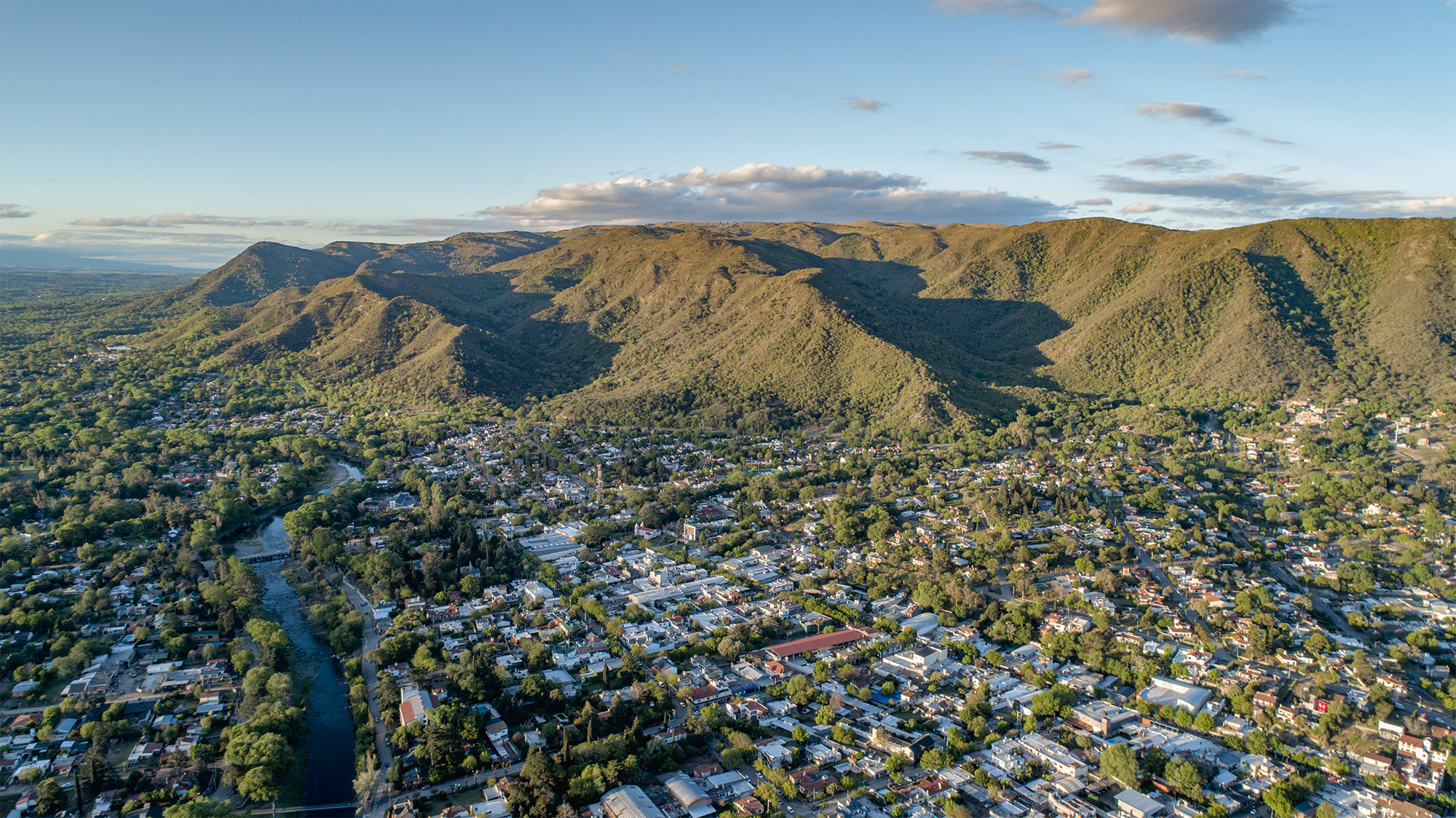

Santa Rosa de Calamuchita é um município da província de Córdova, na Argentina.